# Dear Prudence
〈Dear Prudence〉는 1968년 음반 《The Beatles》의 영국의 록 밴드 비틀즈의 곡이다. 이 곡은 존 레논이 썼지만, 레논-매카트니로 표기했다. 인도의 리시케시에 쓰여진 이 곡은 마하리시 마헤쉬 요기를 연습하면서 명상에 집착하게 된 미아 패로의 여동생인 프루던스 패로가 영감을 주었다. 명상 코스에서 "버디"로 지정된 레논과 조지 해리슨은 파로에게 그녀의 은둔을 달래려 했고, 그로 인해 레논이 곡을 쓰게 되었다.
〈Dear Prudence〉는 많은 음악가들에 의해 다뤄졌다. 1983년 수지 앤 더 밴시스의 음반은 5위권이었다.